# 神楽坂

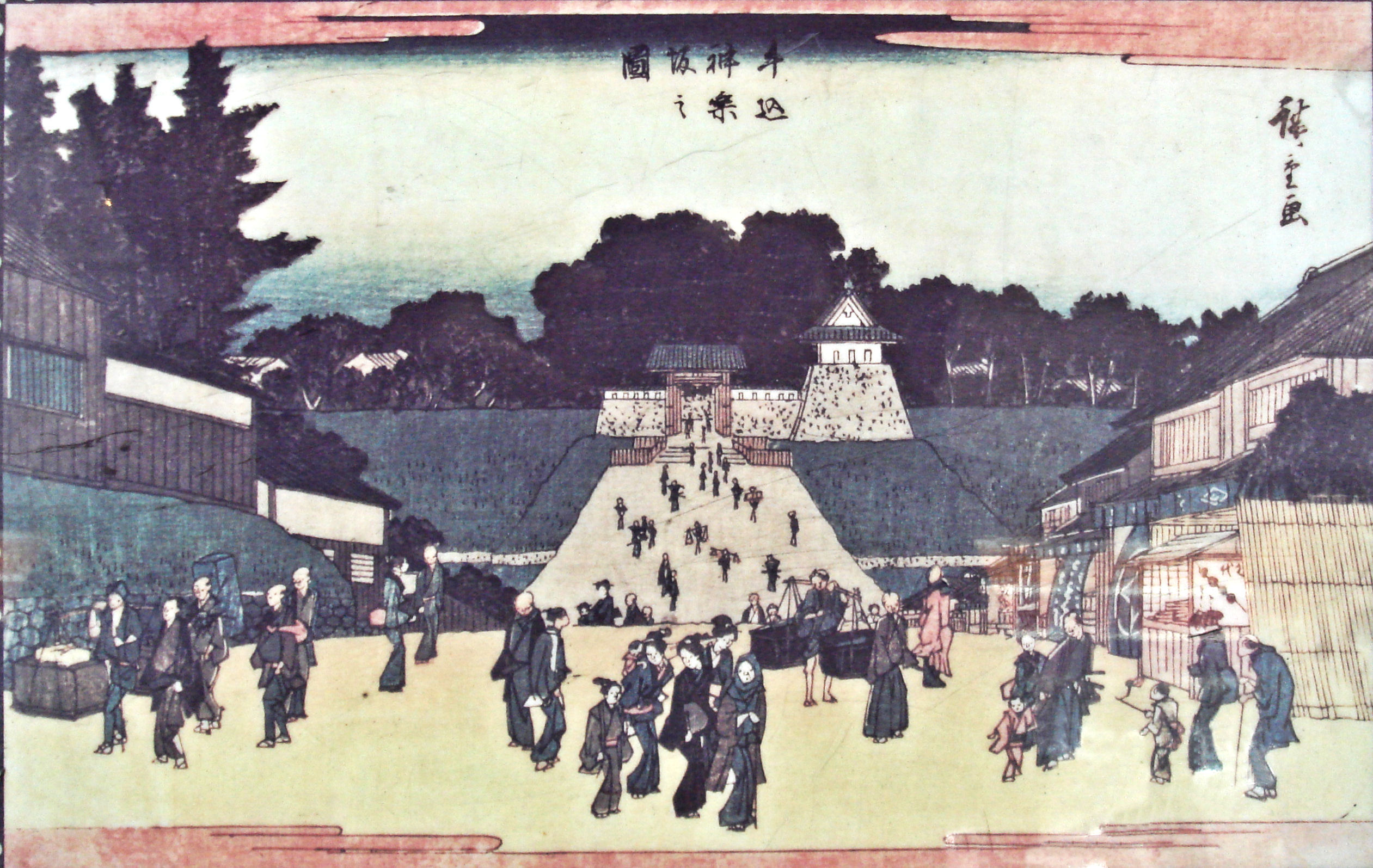
神楽坂と牛込門　歌川広重　1840年

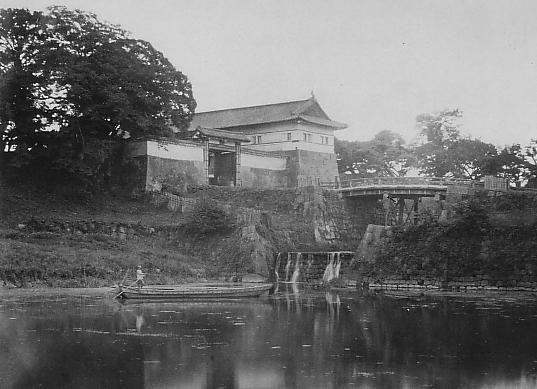
幕末の牛込門と外濠

神楽坂（かぐらざか）は、東京都新宿区で牛込地域南西部に位置する。早稲田通りにおける大久保通り交差点から外堀通り交差点までの坂である。坂の周辺の地名でもあり、神楽坂一丁目から六丁目がある。全域住居表示未実施。#町名の変遷を参照。江戸時代には、外堀に設置されていた牛込門に通じる交通の要衝だった。
なお大久保通りとの交差点が「坂上」、外堀通りとの交差点が「坂下」となる。またこの地名は東京メトロ東西線神楽坂駅や都営大江戸線牛込神楽坂駅など駅名にも使われている。

## 名称の由来
「神楽坂」の名称の由来について、『江戸名所図会 巻之四』（天保7年）によれば、この坂の右側に高田穴八幡の旅所があり、祭礼で神輿が通るときに神楽を奏したからとも、「若宮八幡の社」の神楽の音がこの坂まで聞こえたからともいわれる。
また、「改撰江戸志」 (原本は残っておらず成立年代は不明だが文政以前にすでに存在が確認されている) には、津久戸明神が元和の頃に牛込の地に移転した時、神輿が重くてこの坂を上ることができなかったが、神楽を奏すると、容易に上ることが出来たため、この時より「神楽坂」の名が付いたと記されている。

## 特徴
神楽坂は、全国的にも稀な逆転式一方通行となっており、自動車などの進行方向が午前と午後で逆転する。午前中は「坂上→坂下」（早稲田側から飯田橋側へ）であるが、午後は「坂上←坂下」となり、通行する際は注意が必要である。逆転式一方通行となった背景に、その昔田中角栄が目白台の自宅から永田町に出勤し（午前）帰宅する際（午後）に便を図ったからともいわれるが、これはタクシーの運転手によって広まった都市伝説である。実際の理由としては、急激な交通量の増加で規制を求める声が上がり、その最中に通り沿いの陶器店に車が突っ込む交通事故が発生、これが元で規制が行われたものの周辺で大渋滞が発生したことから、1956年に都心から西側の住宅地に向けた一方通行となり、1958年に現在の逆転式一方通行になった。

## 周辺
神楽坂付近は、大正時代に隆盛を誇った花街で、飯田橋駅を背にした坂の右手に残る花街特有の路地は、日本でもここにしかないといわれている。また関東大震災以後は、日本橋・銀座方面より商人が流入し、夜店が盛んになった。山の手銀座と言われた時期はこの時で、林芙美子や、矢田津世子の小説にも登場する。坂沿いには商店街が立ち並び、瀬戸物屋・和菓子屋など和を思わせるお店が中心であった。田山花袋は「電車がないから、山の手に住んだ人達は、大抵は神楽坂の通りへと出かけて行った」と記しており、都市交通網の整備によって、神楽坂から銀座や日本橋に殷賑の地が移って行ったと解している。関東大震災以降新宿が急速に発展し、「山手銀座」の呼称も新宿に奪われた。
2003年以後特にチェーン店やコンビニエンスストアの進出が目立ち、それとともに、夏目漱石の通った田原屋などの老舗が急速に減少しつつある。また周辺の住宅街でも次々にマンションが建設されており、昔からの風情は失われていっている。
表通りから一歩入ると静かな路地があり、住宅街のなかにレストランや料亭などが多く見られる。かつては江戸時代に蜀山人、明治期に尾崎紅葉・泉鏡花などが住み、尾崎紅葉旧居跡は新宿区指定史跡、泉鏡花の旧居跡は新宿区登録史跡になっている。また、坂の周辺には毘沙門天善國寺をはじめ、若宮八幡や赤城神社など多くの寺社が散在する。
周辺の学校には、東京理科大学、法政大学があり、また、アンスティチュ・フランセ東京(旧・東京日仏学院)をはじめとし、フランス関係機関の多さから、フランス人をはじめ海外からの人も見うけられる。
坂下（飯田橋側）にあったパラパラの殿堂といわれたディスコ「ツインスター」（1992年開店）は2003年8月に閉店し、跡地は結婚式場兼フランス料理店が建設された。5丁目から矢来町にかけては、著名人なども住む高級住宅地と、一般住宅地が混在している。東京メトロ東西線の神楽坂駅を過ぎ、矢来町へ進むと矢来能楽堂がある。休日には歩行者天国になり地元の商店街は多くの人で賑わう。
かつては歓楽街として認知されていたが、都市の再開発によって2010年代にはショッピング、カフェの街としてのデザインが確立した。

## 阿波踊り
毎年夏には神楽坂まつりのメインイベントとして阿波踊り大会が開催される。神楽坂まつりは昭和47年(1972年)に神楽坂商店会が中心となって始められ、阿波踊り大会もその時から行われている。参加団体が神楽坂を踊り歩き、周辺の津久戸小学校や愛日小学校などの小学校や東京厚生年金病院も参加する。その他の参加団体には、かぐら連やだむだん連などがある。徳島県や杉並区高円寺から参加する団体もある。

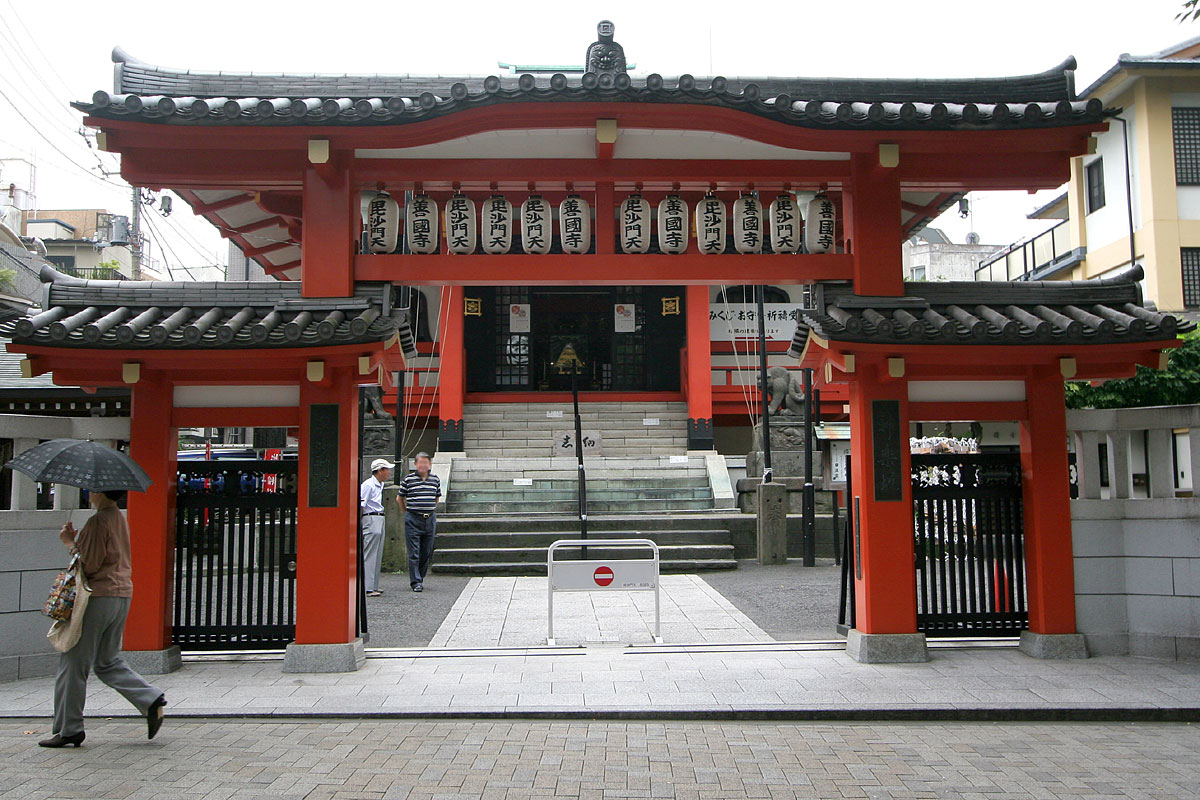
毘沙門天善國寺
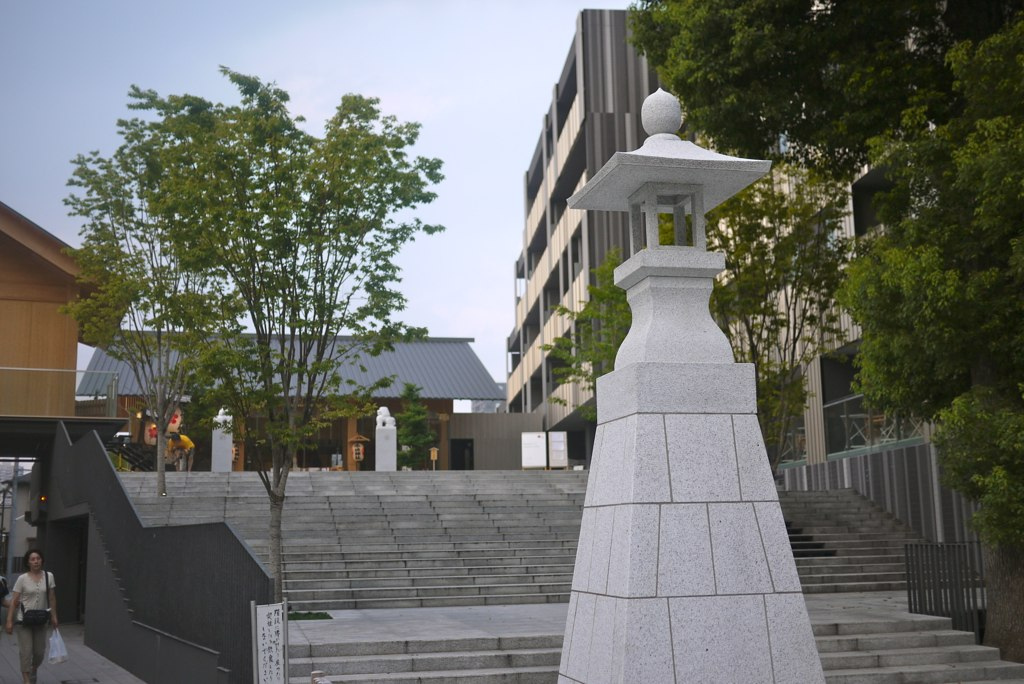
赤城神社とパークコート神楽坂（隈研吾建築）
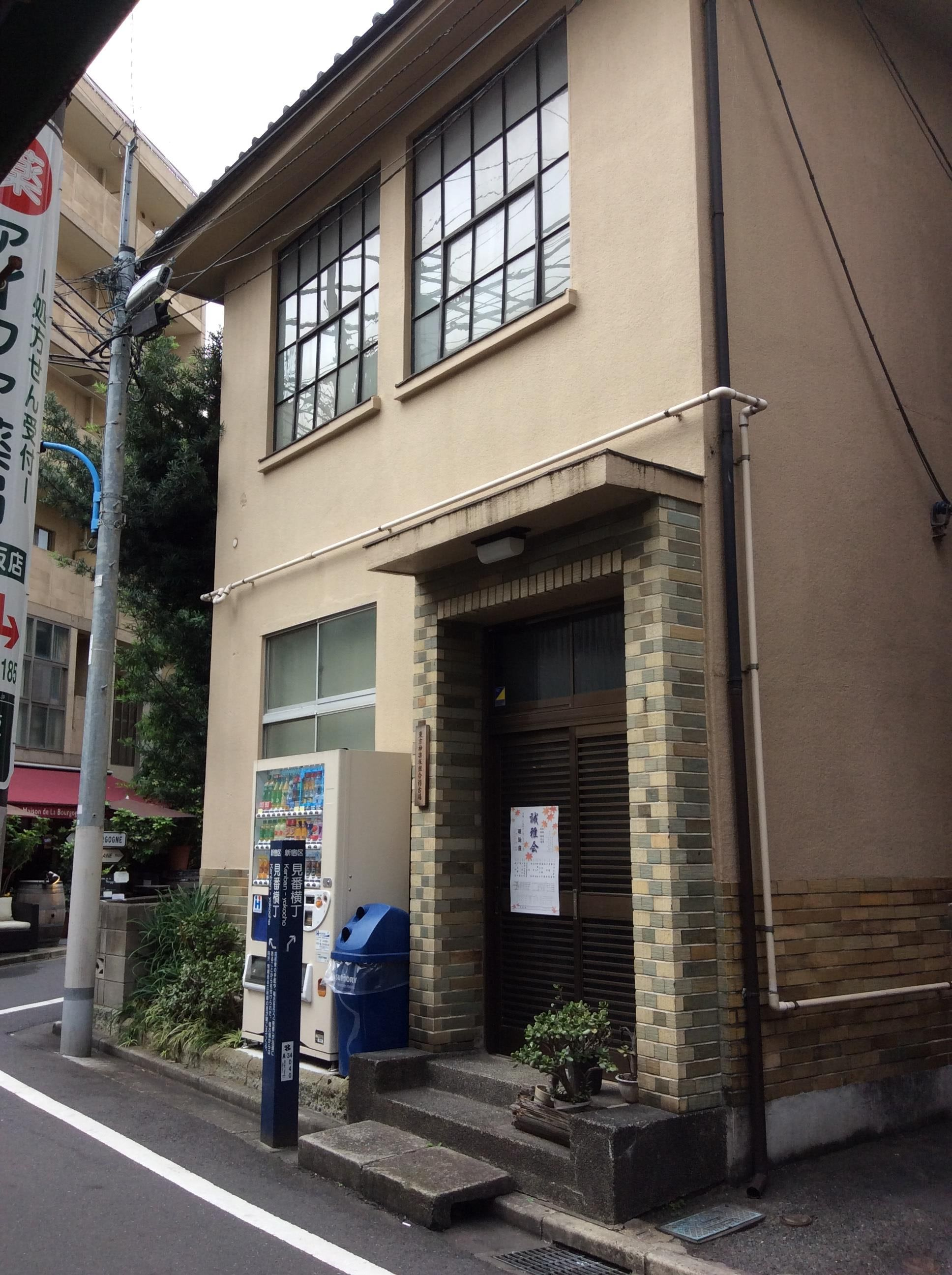
神楽坂三丁目の見番横丁（2017年9月27日撮影）
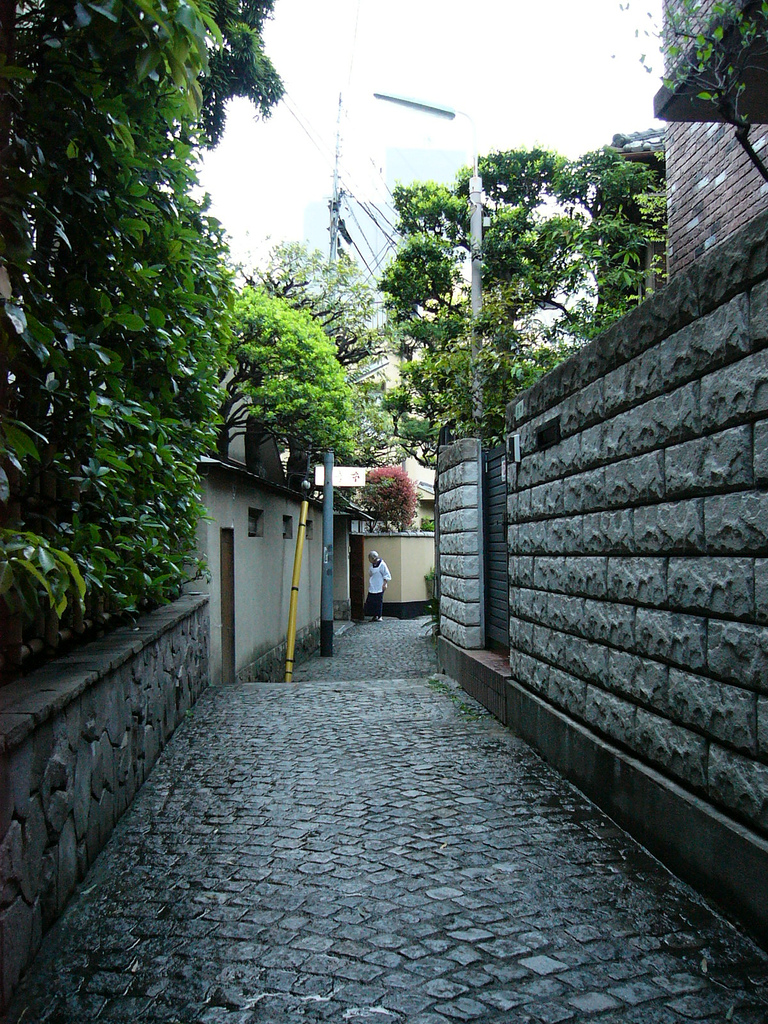
兵庫横丁
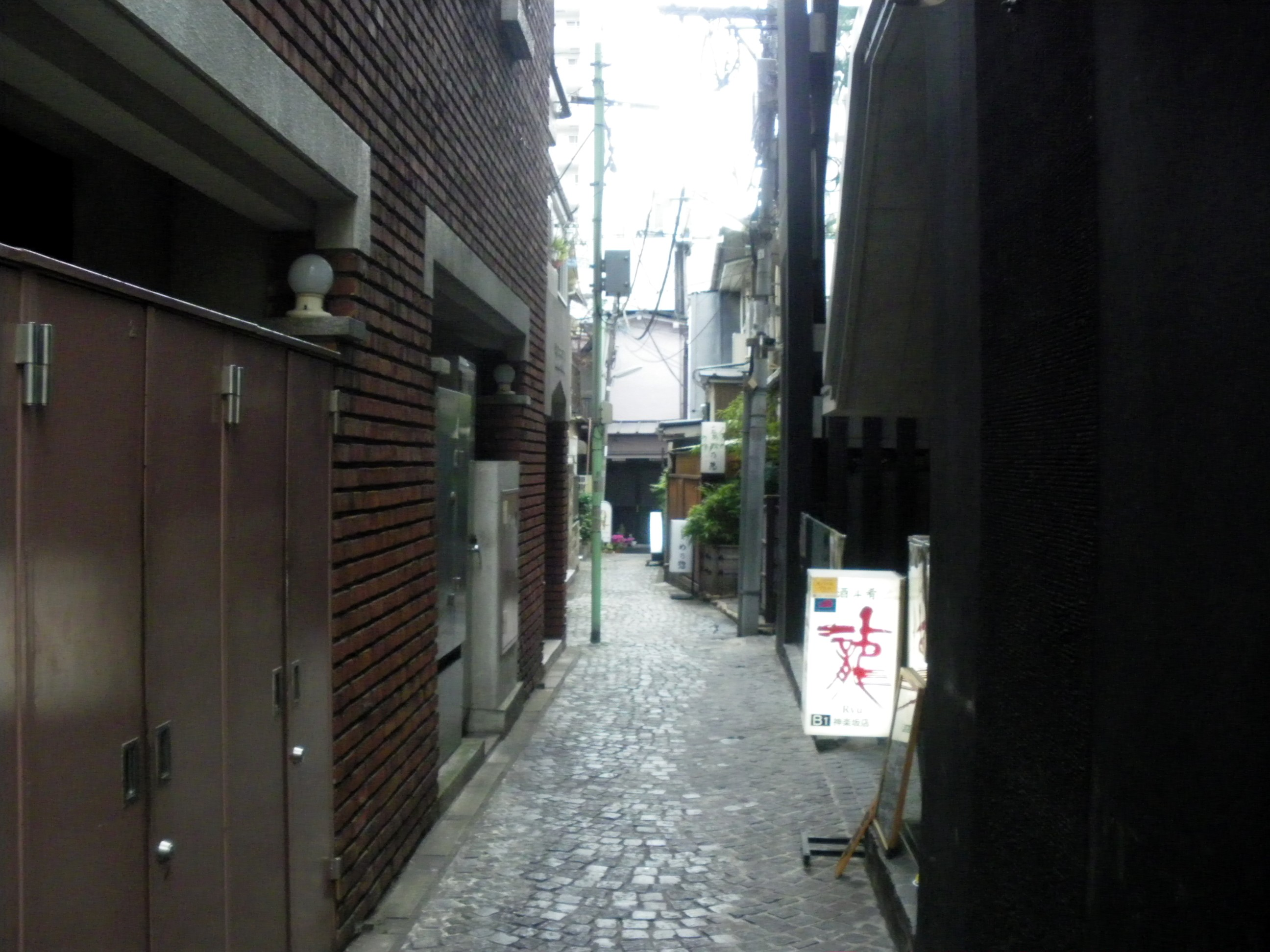
神楽坂界隈の小路
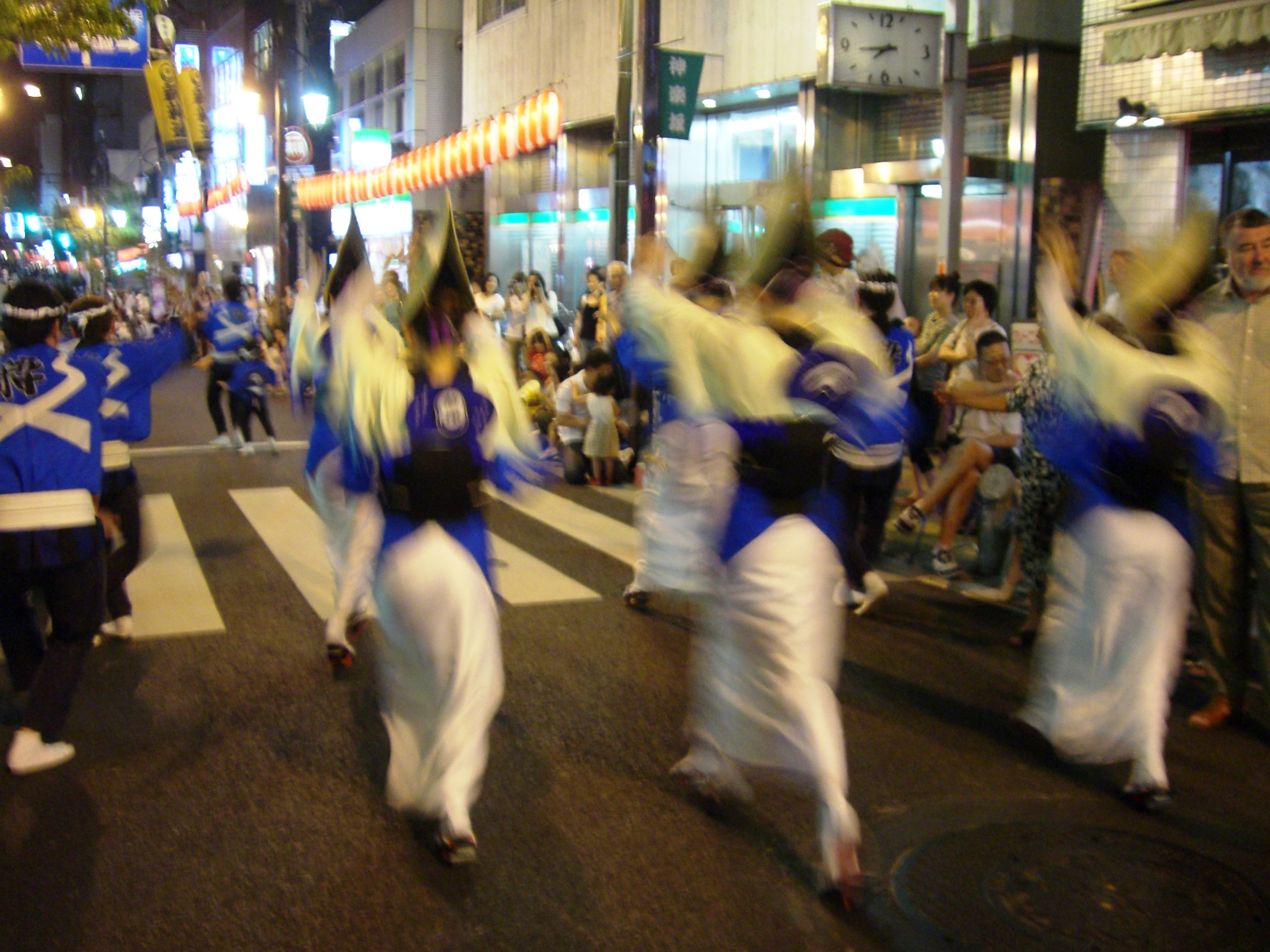
2007年の阿波踊り
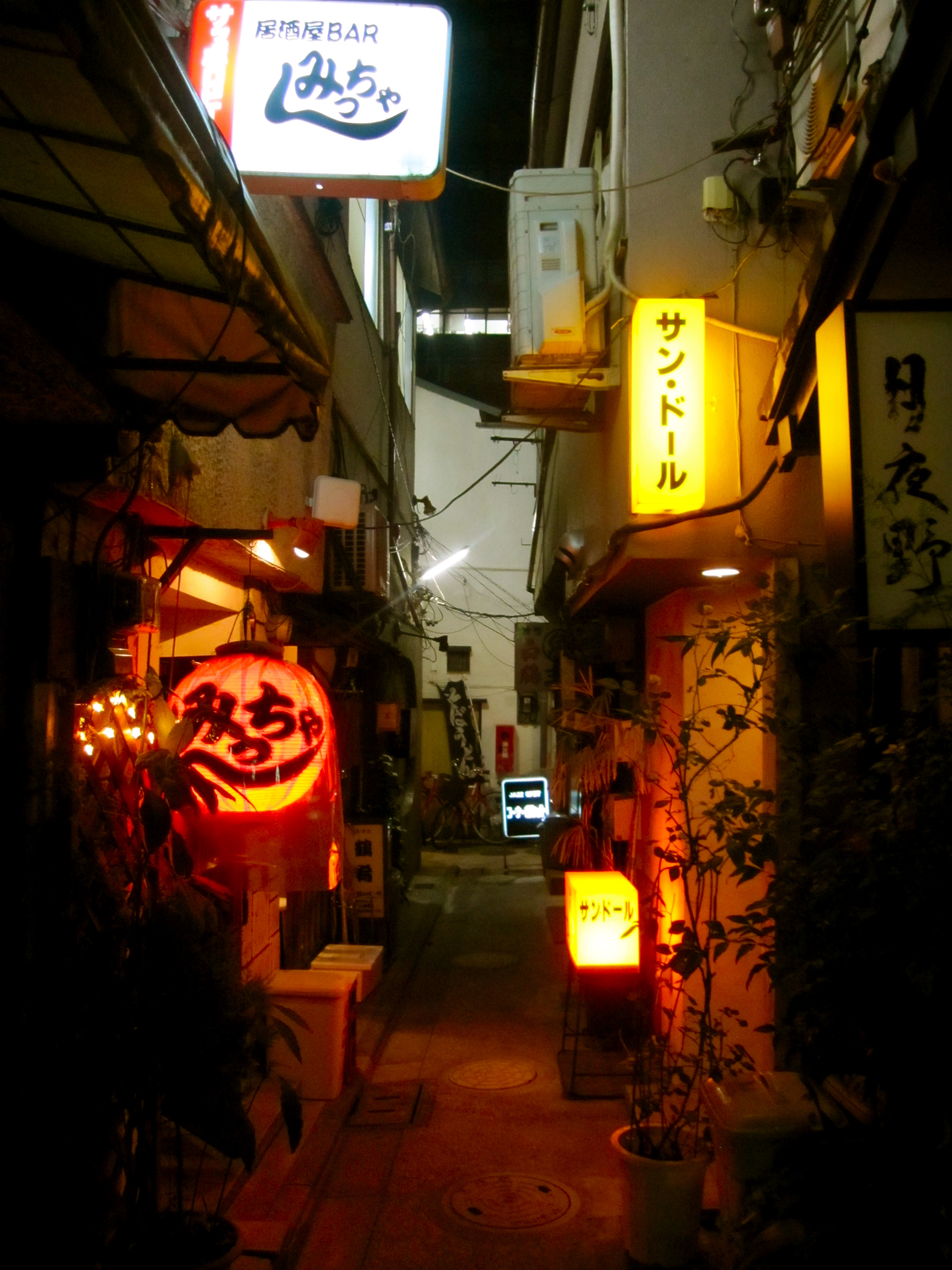
夜の神楽坂小路
神楽坂商店街に設置された田畑小穂（コボちゃん）の銅像

## 町名の変遷
| 1871年 -               | 1872年 - | 1879年 -     | 1911年 -     | 1951年 - (現行) |
| ---------------------- | -------- | ------------ | ------------ | --------------- |
| 牛込神楽町一丁目       | →        | →            | 神楽町一丁目 | 神楽坂一丁目    |
| 牛込神楽町二丁目       | →        | →            | 神楽町二丁目 | 神楽坂二丁目    |
| 牛込神楽町三丁目       | →        | →            | 神楽町三丁目 | 神楽坂三丁目    |
| 宮比町 (一部)          | 上宮比町 | 牛込上宮比町 | 上宮比町     | 神楽坂四丁目    |
| 牛込肴町・寺地・武家地 | 牛込肴町 | →            | 肴町         | 神楽坂五丁目    |
| 牛込通寺町             | →        | →            | 通寺町       | 神楽坂六丁目    |

1947年までは牛込区に属していた。

## 世帯数と人口
2025年（令和7年）3月1日現在（新宿区発表）の世帯数と人口は以下の通りである。
| 丁目         | 世帯数    | 人口    |
| ------------ | --------- | ------- |
| 神楽坂一丁目 | 13世帯    | 28人    |
| 神楽坂二丁目 | 132世帯   | 206人   |
| 神楽坂三丁目 | 298世帯   | 423人   |
| 神楽坂四丁目 | 91世帯    | 166人   |
| 神楽坂五丁目 | 397世帯   | 708人   |
| 神楽坂六丁目 | 524世帯   | 797人   |
| 計           | 1,455世帯 | 2,328人 |

### 人口の変遷
国勢調査による人口の推移。
| 年                 | 人口  |
| ------------------ | ----- |
| 1995年（平成7年）  | 2,196 |
| 2000年（平成12年） | 2,128 |
| 2005年（平成17年） | 2,396 |
| 2010年（平成22年） | 2,516 |
| 2015年（平成27年） | 2,454 |
| 2020年（令和2年）  | 2,409 |

### 世帯数の変遷
国勢調査による世帯数の推移。
| 年                 | 世帯数 |
| ------------------ | ------ |
| 1995年（平成7年）  | 1,096  |
| 2000年（平成12年） | 1,175  |
| 2005年（平成17年） | 1,321  |
| 2010年（平成22年） | 1,508  |
| 2015年（平成27年） | 1,550  |
| 2020年（令和2年）  | 1,577  |

## 学区
区立小・中学校に通う場合、学区は以下の通りとなる（2018年8月時点）。
| 丁目         | 番地 | 小学校               | 中学校                 |
| ------------ | ---- | -------------------- | ---------------------- |
| 神楽坂一丁目 | 全域 | 新宿区立津久戸小学校 | 新宿区立牛込第三中学校 |
| 神楽坂二丁目 | 全域 | 新宿区立津久戸小学校 | 新宿区立牛込第三中学校 |
| 神楽坂三丁目 | 全域 | 新宿区立津久戸小学校 | 新宿区立牛込第三中学校 |
| 神楽坂四丁目 | 全域 | 新宿区立津久戸小学校 | 新宿区立牛込第三中学校 |
| 神楽坂五丁目 | 全域 | 新宿区立津久戸小学校 | 新宿区立牛込第三中学校 |
| 神楽坂六丁目 | 全域 | 新宿区立津久戸小学校 | 新宿区立牛込第三中学校 |

## 事業所
2021年（令和3年）現在の経済センサス調査による事業所数と従業員数は以下の通りである。
| 丁目         | 事業所数  | 従業員数 |
| ------------ | --------- | -------- |
| 神楽坂一丁目 | 72事業所  | 3,102人  |
| 神楽坂二丁目 | 149事業所 | 1,406人  |
| 神楽坂三丁目 | 245事業所 | 1,479人  |
| 神楽坂四丁目 | 83事業所  | 692人    |
| 神楽坂五丁目 | 82事業所  | 581人    |
| 神楽坂六丁目 | 204事業所 | 1,429人  |
| 計           | 835事業所 | 8,689人  |

### 事業者数の変遷
経済センサスによる事業所数の推移。
| 年                 | 事業者数 |
| ------------------ | -------- |
| 2016年（平成28年） | 820      |
| 2021年（令和3年）  | 835      |

### 従業員数の変遷
経済センサスによる従業員数の推移。
| 年                 | 従業員数 |
| ------------------ | -------- |
| 2016年（平成28年） | 9,302    |
| 2021年（令和3年）  | 8,689    |

## 交通
- 神楽坂駅 - 東京メトロ東西線
- 牛込神楽坂駅 - 都営地下鉄大江戸線
- 飯田橋駅 - JR総武線（各駅停車）・東京メトロ東西線・東京メトロ有楽町線・東京メトロ南北線・都営地下鉄大江戸線
- 江戸川橋駅 - 東京メトロ有楽町線

## その他

### 日本郵便
- 郵便番号 : 162-0825[3]（集配局 : 牛込郵便局[22]）。